# Diócesis de Siret
La diócesis de Siret (en latín: Dioecesis Ceretensis y en rumano: Episcopia de Siret) fue una circunscripción eclesiástica de la Iglesia católica en Rumania. Se trataba de una diócesis latina, sufragánea de la arquidiócesis de Leópolis. Fue suprimida en 1434.

## Territorio y organización

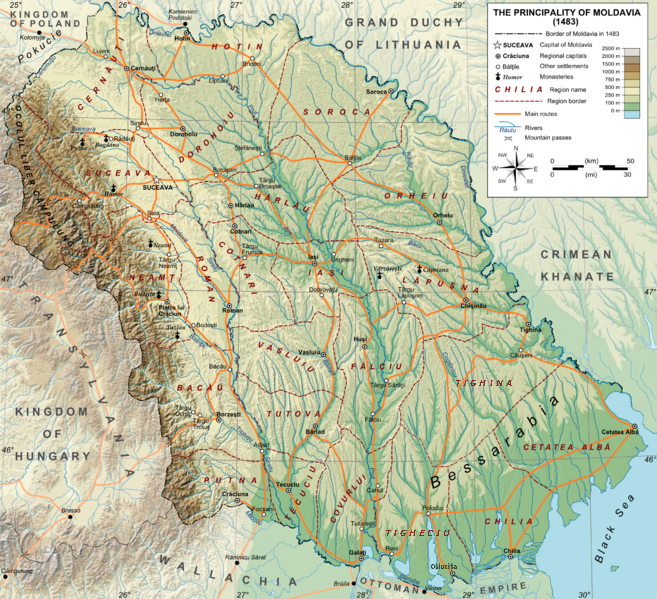
Mapa del principado de Moldavia en 1483

La diócesis extendía su jurisdicción sobre los fieles católicos de rito latino residentes en parte de Moldavia.
La sede de la diócesis se encontraba en la ciudad de Siret, en donde la actual iglesia de la Natividad de San Juan Bautista de la Iglesia ortodoxa rumana fue construida en 1672-1674 sobre las ruinas de la catedral católica incendiada por una turba ortodoxa rumana en 1451 y demolida a principios del siglo XVI por orden del Bogdan III de Moldavia.

## Historia
Tras la actividad misionera llevada a cabo a partir del siglo XIII por las órdenes mendicantes franciscana y dominica, se desarrollaron varias comunidades católicas de rito latino en los territorios de la actual Rumania. Esto condujo a la erección de sedes episcopales, especialmente al sur y al este de los Cárpatos (es decir, en Valaquia y Moldavia), en su mayoría de corta duración. Entre estas diócesis estaba la de Siret. Los húngaros comenzaron a instalarse en la región después de 1345-1347 cuando el territorio estaba bajo el control del Reino de Hungría. 
El movimiento hacia el catolicismo de poblaciones tradicionalmente vinculadas a la ortodoxia se vio favorecido en la segunda mitad del siglo XIV por el particular contexto histórico. Los otomanos, de hecho, habiendo desembarcado en Europa, habían rodeado Constantinopla, conquistando las ciudades y territorios circundantes, incluida Adrianópolis (la actual Edirne) en 1360. Los emperadores bizantinos implementaron una política de acercamiento, incluso religioso, con el Occidente católico , con el fin de obtener a cambio ayuda militar.
Las mismas tendencias unionistas se encuentran también en Moldavia, que había obtenido la independencia bajo Bogdan I en 1359. El fundador del principado de Moldavia buscó ayuda y protección en Polonia, que envió a cambio misioneros latinos, franciscanos (que fundaron un monasterio en Siret en 1340) y dominicos.
El sucesor de Bogdan I, Laţcu (1365-1373), acentuó la política religiosa de su padre y envió una delegación a Roma con la promesa de convertir al catolicismo a todo su pueblo y obtener del papa Urbano V el envío de misioneros latinos y la erección de una diócesis en la capital del principado, Siret. Con la carta apostólica Summi dispositione rectoris del 31 de julio de 1370 el papa ordenó al arzobispo de Praga y a los obispos de Breslavia y Cracovia verificar la sinceridad de la conversión de Laţcu y, si fuera necesario, completar su formación religiosa. Concedió a los propios obispos el poder de establecer la diócesis y delimitar sus fronteras con el reino de Moldavia. El 25 de enero de 1372 el papa Gregorio XI felicitó al príncipe por su conversión, aunque su esposa siguió siendo ortodoxa.
No existe ningún documento oficial de fundación de la diócesis, que en sus inicios estuvo inmediatamente sujeta a la Santa Sede. Cuando en 1412 se erigió la arquidiócesis de Leópolis, esta pasó a ser sufragánea. El primer obispo fue el franciscano polaco Andrzej Jastrzębiec, nombrado el 9 de mayo de 1371 y consagrado por el arzobispo de Cracovia Florian. La catedral, dedicada a San Juan Bautista, fue construida por la reina Margarita, católica y emparentada con la familia real húngara, que había llamado a los dominicos a Siret en 1377.
Sin embargo, el procatolicismo del príncipe Laţcu se topó con la oposición del clero ortodoxo. Esto provocó un debilitamiento del espíritu unionista; grupos de católicos, muy pequeños en número, se encontraron sobre todo en el norte de Moldavia, en las fronteras con Polonia y Hungría. En 1372 el mismo obispo Andrzej fue nombrado administrador de la arquidiócesis de Hálych. Abandonó Siret y no hay evidencia de que haya regresado. Incluso los obispos posteriores, todos polacos, residieron más en Polonia que en Moldavia. El papa tuvo que imponer a Stefan Martini la prohibición absoluta de celebrar pontificales fuera de su diócesis. Sin embargo, parece que nunca puso un pie allí, tanto que en 1396 fue nombrado auxiliar de Cracovia, aunque mantuvo su título de Siret.
En 1413, debido al Cisma de Occidente, fueron nombrados dos obispos, Mikołaj Venatoris y Tomasz Grueber. En 1434 fue nombrado obispo Jan III, cuya elección tuvo lugar tras la muerte de Nicolás, se trata de Mikołaj Venatoris, que evidentemente fue el único obispo confirmado en la competición con su rival Tomasz Grueber. Eubel encontró en los archivos del Vaticano el nombramiento de otro Jan II en 1420; pero el propio historiador alemán duda de la autenticidad de este documento y de que se refiera a Siret, debido a las pésimas condiciones en que se encontró el documento original.
En 1388 el príncipe Pedro I trasladó la capital de Siret a Suceava, lo que contribuyó a la crisis de la diócesis de Siret, que fue efectivamente suprimida en la primera mitad del siglo XV: el último obispo, Jan III, fue nombrado el 29 de enero de 1434. Sin embargo, desde aproximadamente 1418, la Santa Sede había erigido otra diócesis moldava, la diócesis de Baia.

## Episcopologio
- Andrzej Jastrzębiec (Andrea di Cracovia), O.F.M. † (9 de mayo de 1371-12 de marzo de 1388[nota 1] nombrado obispo de Vilna)
- Jan I (Giovanni Sartorius)† (1388-1394 falleció)
- Stefan Martini (Zajacsek), O.P. † (8 de junio de 1394-10 de enero de 1412 falleció)
- Mikołaj Venatoris, O.E.S.A. † (5 de marzo de 1413-?)
- Tomasz Grueber (Ebner), O.P. † (31 de julio de 1413-?)
- Jan II ? † (4 de septiembre de 1420-después del 8 de enero de 1422)
- Jan III, O.F.M. † (29 de enero de 1434-?)